# Universitas Pattimura
Universitas Pattimura – indonezyjska uczelnia publiczna w mieście Ambon (prowincja Moluki). 

## Historia
O stworzenie uczelni w prowincji Moluki jeszcze w latach 50. XX wieku starało się kilku działaczy, w tym lekarz JB Sitanala. Dlatego  20 lipca 1955 roku powstała Fundacja Szkolnictwa Wyższego w Molukach, a 3 października 1956 roku udało jej się otworzyć Wydział Prawa. Data jego powstania jest uważana za początek istnienia uczelni Universitas Pattimura. Dwa lata później 6 października 1959 roku otwarto Wydział Spraw Społeczno-Politycznych, a 10 września 1961 roku Wydział Kształcenia Nauczycieli.
1 sierpnia 1962 roku Fundacja została przekształcona w uniwersytet państwowy dekretem ministerialnym PTIP nr 99 z dnia 8 sierpnia 1962 roku. Uniwersytet ma pięć wydziałów: Prawa, Spraw Społeczno-Politycznych, Kształcenia Nauczycieli, Rolnictwa i Leśnictwa i Zootechniki. Dekret prezydencki nr 66 z  23 kwietnia 1963 roku nadał uczelni nazwę Universitas Pattimura.